# Veigy-Foncenex
Veigy-Foncenex ist eine französische Doppel-Gemeinde im Département Haute-Savoie in der Region Auvergne-Rhône-Alpes.

## Geographie
Veigy-Foncenex liegt auf 430 m, zehn Kilometer nordöstlich der Stadt Genf (Luftlinie), nahe an der Staatsgrenze zur Schweiz. Die Gemeinde erstreckt sich in der Ebene des Bas-Chablais, an der Hermance, südlich des Genfersees.
Die Fläche des 12,99 km² großen Gemeindegebiets umfasst einen nur wenig reliefierten Abschnitt der Ebene des Bas-Chablais. Das Plateau, das rund 60 m höher als der Seespiegel des Genfersees liegt, ist leicht gegen Nordwesten geneigt. Es wird durch die Hermance und ihre Seitenbäche entwässert. Östlich des Dorfes befinden sich die ausgedehnten Wälder Bois Saint-Jean, Bois d’Avuilly und Bois des Arrales. Die höchste Erhebung wird mit 470 m am Westfuß des Mont de Boisy erreicht.
Die Gemeinde besteht aus den Ortsteilen Veigy (431 m) und Foncenex (449 m) und den Weilersiedlungen Crévy (425 m) und Les Cabrettes (420 m). Nachbargemeinden von Veigy-Foncenex sind Chens-sur-Léman im Norden, Loisin und Machilly im Osten sowie die schweizerischen Ortschaften Gy im Süden, Corsier (GE), Anières und Hermance im Westen.

## Geschichte
Das Gebiet um Veigy-Foncenex war bereits zur Römerzeit bewohnt. Veigy wird erstmals 1287 als Veigyer erwähnt. Danach folgten die Bezeichnungen Vegier, Veigié, Veygier, Vegy und Veigier.
Im Mittelalter bildete die Region um Veigy-Foncenex während längerer Zeit ein Zankapfel zwischen den Grafschaften von Savoyen, Faucigny und Genf, bis 1355 das gesamte Gebiet an den Grafen von Savoyen gelangte. Von 1536 bis 1567 (Vertrag von Lausanne) stand das Gebiet unter Berner Herrschaft. Nachdem Savoyen 1792 von Frankreich besetzt worden war, wurden die damals sehr kleinen Gemeinden Veigy und Foncenex 1793 zu einer Doppelgemeinde vereinigt.

## Sehenswürdigkeiten
Die Dorfkirche von Veigy wurde in der Zeit von 1717 bis 1729 erbaut. Von den profanen Bauwerken sind die Schlösser Château de Veigy und Château de Crévy zu erwähnen.

## Bevölkerung
| Jahr                       | 1962 | 1968 | 1975 | 1982 | 1990 | 1999 | 2004 |
| Einwohner                  | 746  | 847  | 1396 | 1935 | 2405 | 2502 | 2910 |
| Quellen: Cassini und INSEE |      |      |      |      |      |      |      |

Mit 4035 Einwohnern (Stand 1. Januar 2022) gehört Veigy-Foncenex zu den mittelgroßen Gemeinden des Département Haute-Savoie. Seit einigen Jahrzehnten wächst die Einwohnerzahl fortwährend, hauptsächlich vorangetrieben durch die steigenden Immobilienpreise im benachbarten Kanton Genf. Außerhalb der alten Dorfkerne bildeten sich ausgedehnte Einfamilienhausquartiere mit einem hohen Anteil an Schweizern; zudem entstehen gegenwärtig entlang der Hauptstraße von Veigy in mehreren ausgedehnten Vorhaben massenweise Appartements für die gehobenen Einkommensklassen, mit denen ebenfalls in erster Linie gutverdienende Grenzgänger anvisiert werden.

## Wirtschaft und Infrastruktur
Veigy-Foncenex war bis weit ins 20. Jahrhundert hinein ein vorwiegend durch die Landwirtschaft geprägtes Dorf. Heute gibt es verschiedene Betriebe des lokalen Kleingewerbes sowie Bau- und Handelsunternehmen und im Ortskern von Veigy mehrere Restaurants, Bäckereien, ein Bio- und zwei Frisörgeschäfte. Ein neu erbautes Einkaufszentrum mit einem großen Supermarkt und zahlreichen kleineren Geschäften außerhalb des Dorfkerns trug neben überzogenen Ladenmieten zur Schließung zahlreicher Ladengeschäfte im Ortskern bei; diese finden heute zum Teil als reine Schaufensterflächen für Immobilienvermittler Verwendung.
Zahlreiche Erwerbstätige sind Wegpendler, die in den umliegenden größeren Ortschaften ihrer Arbeit nachgehen. Viele davon sind Grenzgänger, die in der Stadt Genf arbeiten.
Im Ortskern von Veigy existieren neben einer Grundschule und ausgedehnten Sportanlagen auch eine Kindertagesstätte und ein neues Mehrzweckgebäude, das eine Bücherei mit Multimedia- und Internetausstattung sowie Gruppenräume und eine Cafeteria für Kinder-, Jugend- und Seniorenaktivitäten beherbergt.
Die Dorfkerne von Veigy und Foncenex liegen abseits der größeren Durchgangsstraßen, sind aber leicht von der Hauptstraße Genf – Thonon-les-Bains zu erreichen. Weitere Straßenverbindungen bestehen mit Tholomaz (Anbindung an die Hauptstraße Richtung Annemasse) sowie mit Gy und Meinier im Kanton Genf. Entgegen der verbleibenden Ausschilderung ist die Straße nach Meinier seit Anfang 2007 rund um die Uhr geöffnet; die Gemeinde Gy hat jedoch zur Vermeidung nächtlichen Durchgangsverkehrs die Schließung des Grenzübergangs nach Veigy-Foncenex zwischen 19:45 und 7:00 Uhr zum Dezember 2007 wieder neu eingeführt.